# 利物浦體育館
利物浦體育館，冠名為瑪莎銀行體育館，前名為回聲體育館，是一座位於英格蘭利物浦市中心的綜合室內體育館。

## 建築與設計

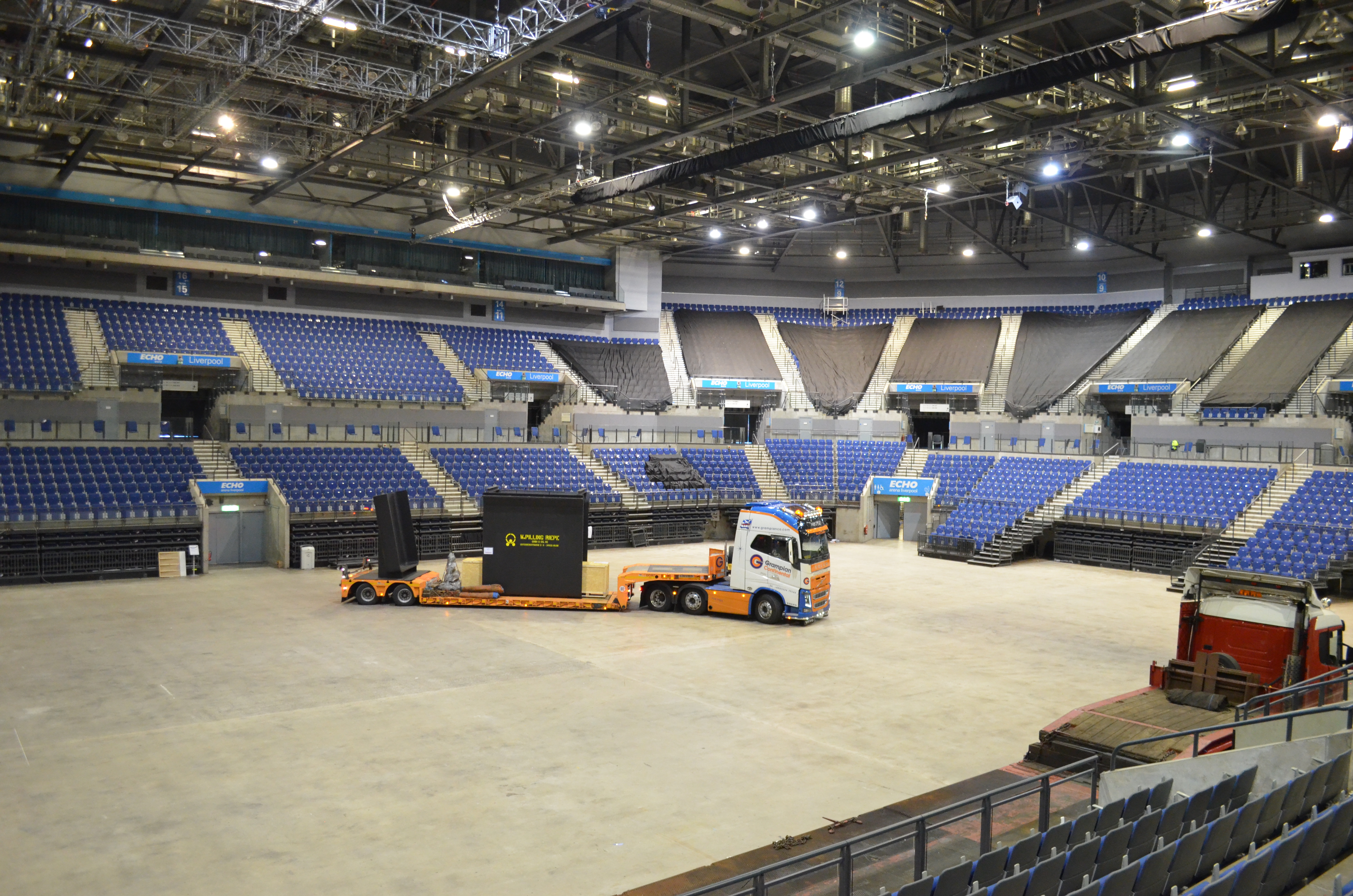
Interior of the arena (June 2015)

體育館由威爾金森艾爾建築師事務所和Sport Concepts設計。

## 外部連結
维基共享资源上的相關多媒體資源：利物浦體育館
- ACC Liverpool – Home to Echo Arena Liverpool and BT Convention Centre （页面存档备份，存于）